# Lista Marilor Premii din Formula 1
Formula 1, prescurtată drept F1, este cea mai înaltă clasă de curse auto gestionate de Federația Internațională de Automobilism (FIA), organismul de conducere mondial al sporturilor cu motor. „Formula” din nume face aluzie la o serie de reguli implementate de FIA la care toți participanții și vehiculele trebuie să se conformeze. Sezonul Campionatului Mondial de Formula 1 constă dintr-o serie de curse în întreaga lume, cunoscute sub numele de Mari Premii (Grands Prix), desfășurate de obicei pe circuite special construite și, în câteva cazuri, pe străzile închise ale unui oraș. Fiecare întâlnire de Mare Premiu are loc pe parcursul a trei zile, cu două sau trei sesiuni de antrenament înainte de o sesiune de calificare în trei părți, fie vineri, fie sâmbătă, pentru a stabili ordinea de plecare pentru sesiunea de sprint de sâmbătă (pentru a stabili pozițiile finale de start ale cursei) sau cursa de duminică. Marile Premii sunt adesea numite după țara, regiunea sau orașul în care sunt disputate, și în unele sezoane, națiunile au găzduit mai mult de un eveniment. Dacă Formula 1 organizează două sau mai multe curse în aceeași națiune în același an, fie pe un alt circuit, fie pe același circuit, atunci numele lor de Grand Prix vor fi diferite. Rezultatele fiecărui Grand Prix desfășurat pe parcursul sezonului sunt combinate pentru a determina două campionate anuale, unul pentru piloți și unul pentru constructori.
Reglementările privind distanța unui Mare Premiu au variat de-a lungul istoriei Formulei 1. Între 1950 și 1957, evenimentele durau mai mult de 300 km sau trei ore. În 1958, lungimile curselor au fost stabilite între 300 și 500 km sau două ore. A fost redusă ulterior la o distanță minimă de 300 km, dar nu mai mare de 400 km începând cu 1966, iar apoi nu mai mare de 321,87 km în 1971. Din 1973 până în 1980, cursele trebuiau să dureze fie 321,87 km fie două ore, oricare limită ar fi atinsă prima. Din 1981 până în 1984 au fost utilizate distanțe cuprinse între 250 și 320 km sau două ore. În 1984, lungimea minimă a fost standardizată la 300 km, inclusiv turul de formare, iar cea maximă la 305 km în  1989. Excepția de la regulă este Marele Premiu al Principatului Monaco, care are o lungime programată de cel puțin 260 km. Nicio cursă nu poate dura mai mult de două ore dacă se desfășoară neîntrerupt. Începând cu 2012, timpul maxim permis pentru cursă, inclusiv eventuale suspendări, a fost de patru ore, înainte de a fi redus la trei ore pentru 2021.
Marele Premiu al Marii Britanii și Marele Premiu al Italiei sunt evenimentele cel mai des desfășurate în Campionatul Mondial de Formula 1, cu 75 de ediții fiecare, făcând parte din fiecare calendar de Campionat Mondial de la începerea acestuia în 1950. Următoarea cea mai desfășurată cursă este Marele Premiu al Principatului Monaco, care a avut loc de 70 de ori, toate pe același traseu, Circuitul Monaco. Circuitul Monza din Italia a găzduit cele mai multe Mari Premii dintre oricare circuit, 74. Circuitul Monaco este al doilea cu 70 de evenimente, iar Circuitul Silverstone din Regatul Unit este al treilea cu 59 de curse. Austria, Bahrain, Germania, Franța, Italia, Japonia, Spania, Regatul Unit și Statele Unite au organizat două Mari Premii în diferite sezoane; Statele Unite (1982, 2023 și 2024) și Italia (2020) sunt singurele țări care au găzduit trei curse în timpul unei sezon. Italia a organizat cele mai multe Mari Premii, 103 de la primul său în 1950. Doar Maroc a organizat un singur Mare Premiu. Cea mai recentă cursă adăugată în calendar este Marele Premiu de la Miami în 2022.
Până la Marele Premiu de la Abu Dhabi din 2024 inclusiv, 1.125 evenimente ale Campionatului Mondial au fost organizate de-a lungul a 75 de sezoane în 34 de țări și sub 53 de titluri de curse pe 77 de circuite. Aceste cifre includ cursele Indianapolis 500, care au făcut parte din Campionatele Mondiale din 1950 până în 1960 inclusiv, în ciuda faptului că nu au fost considerate Mari Premii propriu-zise. Marele Premiu al Marii Britanii din 1950 a fost primul Mare Premiu al Campionatului Mondial de Formula 1. Nu sunt incluse în această listă Marile Premii non-campionate organizate conform regulamentelor de Formula 1 din 1946 până în 1996.

## Foste și actuale Mari Premii
| * | Mare Premiu ce este inclus în calendarul sezonului de Formula 1 din 2025 |

### După numele cursei
Până la Marele Premiu de la Miami din 2025, au fost organizate curse sub 53 de titluri.
| Numele cursei                             | Țară                                           | Ani                                                               | Circuite | Total |
| ----------------------------------------- | ---------------------------------------------- | ----------------------------------------------------------------- | -------- | ----- |
| Marele Premiu de la Abu Dhabi*            | Emiratele Arabe Unite                          | 2009–2024                                                         | 1        | 16    |
| Marele Premiu al Africii de Sud           | Africa de Sud                                  | 1962–1963, 1965, 1967–1980, 1982–1985, 1992–1993                  | 2        | 23    |
| Marele Premiu al Aniversării de 70 de ani | Regatul Unit                                   | 2020                                                              | 1        | 1     |
| Marele Premiu al Arabiei Saudite*         | Arabia Saudită                                 | 2021–2025                                                         | 1        | 5     |
| Marele Premiu al Argentinei               | Argentina                                      | 1953–1958, 1960, 1972–1975, 1977–1981, 1995–1998                  | 1        | 20    |
| Marele Premiu al Australiei*              | Australia                                      | 1985–2019, 2022–2025                                              | 2        | 39    |
| Marele Premiu al Austriei*                | Austria                                        | 1964, 1970–1987, 1997–2003, 2014–2024                             | 2        | 37    |
| Marele Premiu al Azerbaidjanului*         | Azerbaidjan                                    | 2017–2019, 2021–2024                                              | 1        | 7     |
| Marele Premiu al Bahrainului*             | Bahrain                                        | 2004–2010, 2012–2025                                              | 1        | 21    |
| Marele Premiu al Belgiei*                 | Belgia                                         | 1950–1956, 1958, 1960–1968, 1970, 1972–2002, 2004–2005, 2007–2024 | 3        | 69    |
| Marele Premiu al Braziliei                | Brazilia                                       | 1973–2019                                                         | 2        | 47    |
| Marele Premiu al Canadei*                 | Canada                                         | 1967–1974, 1976–1986, 1988–2008, 2010–2019, 2022–2024             | 3        | 53    |
| Marele Premiu al Chinei*                  | China                                          | 2004–2019, 2024-2025                                              | 1        | 18    |
| Marele Premiu de la Ciudad de México*     | Mexic                                          | 2021–2024                                                         | 1        | 4     |
| Marele Premiu al Coreei de Sud            | Coreea de Sud                                  | 2010–2013                                                         | 1        | 4     |
| Marele Premiu de la Dallas                | Statele Unite                                  | 1984                                                              | 1        | 1     |
| Marele Premiu de la Detroit               | Statele Unite                                  | 1982–1988                                                         | 1        | 7     |
| Marele Premiu de la Eifel                 | Germania                                       | 2020                                                              | 1        | 1     |
| Marele Premiu al Elveției                 | Elveția · Franța                               | 1950–1954, 1982                                                   | 2        | 6     |
| Marele Premiu al Emiliei-Romagna*         | Italia                                         | 2020–2022, 2024                                                   | 1        | 4     |
| Marele Premiu al Europei                  | Regatul Unit · Germania · Spania · Azerbaidjan | 1983–1985, 1993–1997, 1999–2012, 2016                             | 6        | 23    |
| Marele Premiu al Franței                  | Franța                                         | 1950–1954, 1956–2008, 2018–2019, 2021–2022                        | 5        | 62    |
| Marele Premiu al Germaniei                | Germania                                       | 1951–1954, 1956–1959, 1961–2006, 2008–2014, 2016, 2018–2019       | 3        | 64    |
| Marele Premiu al Indiei                   | India                                          | 2011–2013                                                         | 1        | 3     |
| Indianapolis 500                          | Statele Unite                                  | 1950–1960                                                         | 1        | 11    |
| Marele Premiu al Italiei*                 | Italia                                         | 1950–2024                                                         | 2        | 75    |
| Marele Premiu al Japoniei*                | Japonia                                        | 1976–1977, 1987–2019, 2022–2025                                   | 2        | 39    |
| Marele Premiu al Las Vegasului*           | Statele Unite                                  | 1981–1982, 2023-2024                                              | 2        | 4     |
| Marele Premiu al Luxemburgului            | Germania                                       | 1997–1998                                                         | 1        | 2     |
| Marele Premiu al Malaysiei                | Malaysia                                       | 1999–2017                                                         | 1        | 19    |
| Marele Premiu al Marii Britanii*          | Regatul Unit                                   | 1950–2024                                                         | 3        | 75    |
| Marele Premiu al Marocului                | Maroc                                          | 1958                                                              | 1        | 1     |
| Marele Premiu al Mexicului                | Mexic                                          | 1963–1970, 1986–1992, 2015–2019                                   | 1        | 20    |
| Marele Premiu de la Miami*                | Statele Unite                                  | 2022–2025                                                         | 1        | 4     |
| Marele Premiu al Principatului Monaco*    | Monaco                                         | 1950, 1955–2019, 2021–2024                                        | 1        | 70    |
| Marele Premiu al Pacificului              | Japonia                                        | 1994–1995                                                         | 1        | 2     |
| Marele Premiu al Pescarei                 | Italia                                         | 1957                                                              | 1        | 1     |
| Marele Premiu al Portugaliei              | Portugalia                                     | 1958–1960, 1984–1996, 2020–2021                                   | 4        | 18    |
| Marele Premiu al Qatarului*               | Qatar                                          | 2021, 2023-2024                                                   | 1        | 3     |
| Marele Premiu al Rusiei                   | Rusia                                          | 2014–2021                                                         | 1        | 8     |
| Marele Premiu al Sakhirului               | Bahrain                                        | 2020                                                              | 1        | 1     |
| Marele Premiu al statului San Marino      | Italia                                         | 1981–2006                                                         | 1        | 26    |
| Marele Premiu de la São Paulo*            | Brazilia                                       | 2021–2024                                                         | 1        | 4     |
| Marele Premiu al statului Singapore*      | Singapore                                      | 2008–2019, 2022–2024                                              | 1        | 15    |
| Marele Premiu al Spaniei*                 | Spania                                         | 1951, 1954, 1968–1979, 1981, 1986–2024                            | 5        | 54    |
| Marele Premiu al Statelor Unite*          | Statele Unite                                  | 1959–1980, 1989–1991, 2000–2007, 2012–2019, 2021–2024             | 6        | 45    |
| Marele Premiu al Stiriei                  | Austria                                        | 2020–2021                                                         | 1        | 2     |
| Marele Premiu al Suediei                  | Suedia                                         | 1973–1978                                                         | 1        | 6     |
| Marele Premiu al Toscanei                 | Italia                                         | 2020                                                              | 1        | 1     |
| Marele Premiu al Turciei                  | Turcia                                         | 2005–2011, 2020–2021                                              | 1        | 9     |
| Marele Premiu al Țărilor de Jos*          | Țările de Jos                                  | 1952–1953, 1955, 1958–1971, 1973–1985, 2021–2024                  | 1        | 34    |
| Marele Premiu al Ungariei*                | Ungaria                                        | 1986–2024                                                         | 1        | 39    |
| Marele Premiu de Vest al Statelor Unite   | Statele Unite                                  | 1976–1983                                                         | 1        | 8     |
| Surse:                                    |                                                |                                                                   |          |       |

### După țară

Această hartă arată numărul de curse din Campionatul Mondial de Formula 1 găzduite de fiecare țară. Culorile, de la verde deschis la negru, indică numărul de Mari Premii găzduite de o țară. Este indicat și statutul de facto al teritoriilor.

Până la Marele Premiu de la Miami din 2025, 34 de țări au găzduit cel puțin o cursă din Campionatul Mondial de Formula 1.
| Țară                        | Curse găzduite | Total | Circuite |
| --------------------------- | --- | ----- | -------- |
| Africa de Sud               | - MP al Africii de Sud (1962–1963, 1965, 1967–1980, 1982–1985, 1992–1993) | 23    | 2        |
| Arabia Saudită*             | - MP al Arabiei Saudite (2021–2025)* | 5     | 1        |
| Argentina                   | - MP al Argentinei (1953–1958, 1960, 1972–1975, 1977–1981, 1995–1998) | 20    | 1        |
| Australia*                  | - MP al Australiei (1985–2019, 2022–2025)* | 39    | 2        |
| Austria*                    | - MP al Austriei, 36 (1964, 1970–1987, 1997–2003, 2014–2024)* - MP al Stiriei, 2 (2020–2021) | 39    | 2        |
| Azerbaidjan*                | - MP al Europei, 1 (2016) - MP al Azerbaidjanului, 7 (2017–2019, 2021–2024)* | 8     | 1        |
| Bahrain*                    | - MP al Bahrainului, 21 (2004–2010, 2012–2025)* - MP al Sakhirului, 1 (2020) | 22    | 1        |
| Belgia*                     | - MP al Belgiei (1950–1956, 1958, 1960–1968, 1970, 1972–2002, 2004–2005, 2007–2024)* | 69    | 3        |
| Brazilia*                   | - MP al Braziliei, 47 (1973–2019) - MP de la São Paulo, 4 (2021–2024)* | 51    | 2        |
| Canada*                     | - MP al Canadei (1967–1974, 1976–1986, 1988–2008, 2010–2019, 2022–2024)* | 53    | 3        |
| China*                      | - MP al Chinei (2004–2019, 2024-2025)* | 18    | 1        |
| Coreea de Sud               | - MP al Coreei de Sud (2010–2013) | 4     | 1        |
| Elveția                     | - MP al Elveției (1950–1954) | 5     | 1        |
| Emiratele Arabe Unite*      | - MP de la Abu Dhabi (2009–2024)* | 16    | 1        |
| Franța                      | - MP al Franței, 62 (1950–1954, 1956–2008, 2018–2019, 2021–2022) - MP al Elveției, 1 (1982) | 63    | 7        |
| Germania                    | - MP al Germaniei, 64 (1951–1954, 1956–1959, 1961–2006, 2008–2014, 2016, 2018–2019) - MP al Europei, 12 (1984, 1995–1996, 1999–2007) - MP al Luxemburgului, 2 (1997–1998) - MP de la Eifel, 1 (2020) | 79    | 3        |
| India                       | - MP al Indiei (2011–2013) | 3     | 1        |
| Italia*                     | - MP al Italiei, 75 (1950–2024)* - MP al Pescarei, 1 (1957) - MP al statului San Marino, 26 (1981–2006) - MP al Toscanei, 1 (2020) - MP al Emiliei-Romagna, 4 (2020–2022, 2024)* | 107   | 4        |
| Japonia*                    | - MP al Japoniei, 39 (1976–1977, 1987–2019, 2022–2025)* - MP al Pacificului, 2 (1994–1995) | 41    | 3        |
| Malaysia                    | - MP al Malaysiei (1999–2017) | 19    | 1        |
| Maroc                       | - MP al Marocului (1958) | 1     | 1        |
| Mexic*                      | - MP al Mexicului, 20 (1963–1970, 1986–1992, 2015–2019) - MP de la Ciudad de México, 4 (2021–2024)* | 24    | 1        |
| Monaco*                     | - MP al Principatului Monaco (1950, 1955–2019, 2021–2024)* | 70    | 1        |
| Portugalia                  | - MP al Portugaliei (1958–1960, 1984–1996, 2020–2021) | 18    | 4        |
| Qatar*                      | - MP al Qatarului (2021, 2023-2024)* | 3     | 1        |
| Regatul Unit*               | - MP al Marii Britanii, 75 (1950–2024)* - MP al Europei, 3 (1983, 1985, 1993) - MP al Aniversării de 70 de ani, 1 (2020) | 79    | 4        |
| Rusia                       | - MP al Rusiei (2014–2021) | 8     | 1        |
| Singapore*                  | - MP al statului Singapore (2008–2019, 2022–2024)* | 15    | 1        |
| Spania*                     | - MP al Spaniei, 53 (1951, 1954, 1968–1979, 1981, 1986–2024)* - MP al Europei, 7 (1994, 1997, 2008–2012) | 61    | 6        |
| Statele Unite ale Americii* | - Indianapolis 500, 11 (1950–1960) - MP al Statelor Unite, 45 (1959–1980, 1989–1991, 2000–2007, 2012–2019, 2021–2024)* - MP de Vest al Statelor Unite, 8 (1976–1983) - MP al Las Vegasului, 4 (1981–1982, 2023-2024)* - MP de la Detroit, 7 (1982–1988) - MP de la Dallas, 1 (1984) - MP de la Miami, 4 (2022–2025)* | 80    | 12       |
| Suedia                      | - MP al Suediei (1973–1978) | 6     | 1        |
| Turcia                      | - MP al Turciei (2005–2011, 2020–2021) | 9     | 1        |
| Țările de Jos*              | - MP al Țărilor de Jos (1952–1953, 1955, 1958–1971, 1973–1985, 2021–2024)* | 34    | 1        |
| Ungaria*                    | - MP al Ungariei (1986–2024)* | 39    | 1        |

## Curse de referință

### Multiplu de 100
| Cursă | Sezon | Mare Premiu   | Circuit      | Câștigător                 | Câștigător                |
| Cursă | Sezon | Mare Premiu   | Circuit      | Pilot                      | Constructor               |
| ----- | ----- | ------------- | ------------ | -------------------------- | ------------------------- |
| 100   | 1961  | Germania      | Nürburgring  | Stirling Moss (UK)         | Lotus-Climax (UK)         |
| 200   | 1971  | Monaco        | Monte Carlo  | Jackie Stewart (UK)        | Tyrrell-Ford (UK)         |
| 300   | 1978  | Africa de Sud | Kyalami      | Ronnie Peterson (SWE)      | Lotus-Ford (UK)           |
| 400   | 1984  | Austria       | Spielberg    | Niki Lauda (AUT)           | McLaren-TAG (UK)          |
| 500   | 1990  | Australia     | Adelaide     | Nelson Piquet (BRA)        | Benetton-Ford (UK)        |
| 600   | 1997  | Argentina     | Buenos Aires | Jacques Villeneuve (CAN)   | Williams-Renault (UK)     |
| 700   | 2003  | Brazilia      | Interlagos   | Giancarlo Fisichella (ITA) | Jordan-Ford (IRL)         |
| 800   | 2008  | Singapore     | Marina Bay   | Fernando Alonso (ESP)      | Renault (FRA)             |
| 900   | 2014  | Bahrain       | Sakhir       | Lewis Hamilton (UK)        | Mercedes (DEU)            |
| 1000  | 2019  | China         | Shanghai     | Lewis Hamilton (UK)        | Mercedes (DEU)            |
| 1100  | 2023  | Las Vegas     | Las Vegas    | Max Verstappen (NLD)       | Red Bull-Honda RBPT (AUT) |

### Recorduri
| Primul pilot la | Pilot                    | Sezon    | Mare Premiu    |
| Victorii        | Victorii                 | Victorii | Victorii       |
| --------------- | ------------------------ | -------- | -------------- |
| 25 de victorii  | Jim Clark (UK)           | 1968     | Africa de Sud  |
| 50 de victorii  | Alain Prost (FRA)        | 1993     | Marea Britanie |
| 75 de victorii  | Michael Schumacher (DEU) | 2004     | Spania         |
| 100 de victorii | Lewis Hamilton (UK)      | 2021     | Rusia          |
| Starturi        |                          |          |                |
| 100 de starturi | Jo Bonnier (SWE)         | 1969     | Germania       |
| 200 de starturi | Nelson Piquet (BRA)      | 1991     | Italia         |
| 300 de starturi | Rubens Barrichello (BRA) | 2010     | Singapore      |

| Descriere                                                                           | Record                                    | Detalii | Ref.                 |
| ----------------------------------------------------------------------------------- | ----------------------------------------- | --- | -------------------- |
| Cele mai multe abandonuri (număr)                                                   | 25                                        | Indianapolis 500 din 1951 (din 33 de participanți – 75.8%) |                      |
| Cele mai multe abandonuri (procentaj)                                               | 85.7%                                     | MP al Principatului Monaco din 1996 (18 din 21 de participanți) | [ 46 ]               |
| Cei mai puțini piloți neclasați                                                     | 0                                         | MP al Țărilor de Jos din 1961 (15 participanți) MP al Statelor Unite din 2005 (6 participanți) MP al Italiei din 2005 (20 de participanți) MP al Europei din 2011 (24 de participanți) MP al Japoniei din 2015 (20 de participanți) MP al Chinei din 2016 (22 de participanți) MP al Japoniei din 2016 (22 de participanți) MP al Chinei din 2018 (20 de participanți) MP al Austriei din 2019 (20 de participanți) MP al Franței din 2021 (20 de participanți) MP al Belgiei din 2021 (20 de participanți) MP al Turciei din 2021 (20 de participanți) MP al Ungariei din 2022 (20 de participanți) MP de la Miami din 2023 (20 de participanți) MP al Spaniei din 2023 (20 de participanți) MP de la Abu Dhabi din 2023 (20 de participanți) MP al Bahrainului din 2024 (20 de participanți) |                      |
| Cei mai puțini piloți care au terminat cursa                                        | 3                                         | MP al Principatului Monaco din 1996 (21 de participanți. Șapte mașini au fost clasate, doar trei au trecut linia de sosire) | [ 47 ]               |
| Cei mai puțini piloți care au terminat cursa (clasați)                              | 4                                         | MP al Principatului Monaco din 1966 (16 participanți) | [ 48 ]               |
| Cei mai puțini piloți care au terminat cursa                                        | 24                                        | MP al Europei din 2011 (24 de participanți) | [ 49 ]               |
| Cele mai multe opriri la boxe                                                       | 89                                        | MP al Țărilor de Jos din 2023 | [ 50 ]               |
| Cele mai puține opriri la boxe                                                      | 0                                         | MP al Țărilor de Jos din 1961 MP al Belgiei din 2021 | [ 51 ]               |
| Cele mai multe depășiri pentru poziția de lider                                     | 41                                        | MP al Italiei din 1965 | [ 52 ]               |
| Cele mai multe depășiri într-o cursă pe uscat                                       | 161                                       | MP al Chinei din 2016 | [ 53 ]               |
| Cele mai multe depășiri într-o cursă pe ploaie                                      | 186                                       | MP al Țărilor de Jos din 2023 | [ 54 ]               |
| Cele mai multe depășiri într-un singur tur                                          | 63                                        | MP al Țărilor de Jos din 2023 (turul 3) | [ 54 ]               |
| Cele mai puține depășiri într-o cursă                                               | 0                                         | MP al Principatului Monaco din 2023 MP al Statelor Unite din 2005 MP al Europei din 2009 MP al Principatului Monaco din 2021 MP al Belgiei din 2021 | [ 52 ]               |
| Cei mai mulți piloți la start                                                       | 34                                        | MP al Germaniei din 1953 | [ 57 ]               |
| Cei mai puțini piloți la start                                                      | 6                                         | MP al Statelor Unite din 2005 (20 de mașini au făcut turul de încălzire, dar 14 mașini au abandonat înainte de start) |                      |
| Cea mai mică marjă de victorie                                                      | 0,01 s (cronometrat cu 2 zecimale)        | MP al Italiei din 1971 ( Peter Gethin în fața lui Ronnie Peterson) | [ 58 ]               |
| Cea mai mică marjă de victorie                                                      | 0,011 s (cronometrat cu 3 zecimale)       | MP al Statelor Unite din 2002 ( Rubens Barrichello în fața lui Michael Schumacher) | [ 58 ]               |
| Cea mai mare marjă de victorie (tururi)                                             | 2 tururi                                  | MP al Spaniei din 1969 ( Jackie Stewart în fața lui Bruce McLaren) MP al Australiei din 1995 ( Damon Hill în fața lui Olivier Panis) | [ 59 ]               |
| Cea mai mare marjă de victorie (timp)                                               | 5 min 12,75 s                             | MP al Portugaliei din 1958 ( Stirling Moss în fața lui Mike Hawthorn) |                      |
| Cea mai mică viteză medie în cursă (câștigător)                                     | 53,583 km/h (33,295 mph)                  | MP al Japoniei din 2022 ( Max Verstappen) (Cursa s-a oprit de două ori. Mai întâi, din cauza ploii și a accidentului lui Carlos Sainz Jr. A doua oară, deoarece s-a atins limita de timp de trei ore, după care cursa nu a mai fost reluată.) | [ 60 ]               |
| Cea mai mică viteză medie a cursei (câștigător) fără steag roșu                     | 98,701 km/h (61,330 mph)                  | MP al Principatului Monaco din 1950 ( Juan Manuel Fangio) | [ 61 ]               |
| Cea mai mare viteză medie în cursă (câștigător)                                     | 247,586 km/h (153,843 mph)                | MP al Italiei din 2003 ( Michael Schumacher) | [ 62 ]               |
| Cea mai mare medie a celui mai rapid tur (cursă)                                    | 257,321 km/h (159,892 mph)                | MP al Italiei din 2004 ( Rubens Barrichello) | [ 63 ]               |
| Cea mai mare viteză medie pe tur (calificări)                                       | 264,362 km/h (164,267 mph)                | MP al Italiei din 2020 ( Lewis Hamilton) | [ 64 ]               |
| Cea mai mare viteză maximă (cursă)                                                  | 372,499 km/h (231,46 mph)                 | MP al Mexicului din 2016 ( Valtteri Bottas) | [ 65 ]               |
| Cea mai mare viteză maximă (totală)                                                 | 378 km/h (234,878 mph)                    | MP al Europei din 2016 ( Valtteri Bottas) | [ 66 ]               |
| Cel mai scurt timp pe tur (calificări)                                              | 53,377 s                                  | MP al Sakhirului din 2020 ( Valtteri Bottas) | [ 67 ]               |
| Cea mai scurtă cursă (tururi, durată, distanță)                                     | 1 tur, 3 min 27,071 s 6,880 km (4,275 mi) | MP al Belgiei din 2021 (Cursa a fost abandonată cu steagul roșu din cauza vremii nefavorabile) | [ 68 ]               |
| Cea mai scurtă cursă fără steag roșu (durată)                                       | 1 h 13 min 41,143 s                       | MP al Italiei din 2023 | [ 69 ]               |
| Cele mai puține tururi fără steag roșu                                              | 12                                        | MP al Germaniei din 1971 | [ 70 ]               |
| Cea mai lungă cursă (durată)                                                        | 4 h 4 min 39,540 s                        | MP al Canadei din 2011 (Cursă oprită timp de 2 ore din cauza vremii nefavorabile) | [ 71 ]               |
| Cea mai lungă cursă fără steag roșu (durată)                                        | 3 h 57 min 38,050 s                       | Indianapolis 500 din 1951 | [ 71 ]               |
| Cea mai lungă cursă (tururi, distanță)                                              | 200 de tururi, 804,672 km (500 mi)        | Indianapolis 500 din 1951, 1952, 1953, 1954, 1955, 1956, 1957, 1958, 1959, 1960 | [ 72 ]               |
| Cea mai lungă cursă non-Indianapolis 500 (distanță)                                 | 77 de tururi, 601,832 km (373,961 mi)     | MP al Franței din 1951 | [ 72 ]               |
| Mașina de siguranță scoasă pe circuit de cele mai multe ori                         | 6 ori                                     | MP al Canadei din 2011 | [ 73 ]               |
| Cele mai multe steaguri roșii în calificări                                         | 5                                         | MP al Emiliei-Romagna din 2022 | [ 74 ]               |
| Cele mai multe steaguri roșii în cursă                                              | 3                                         | MP al Australiei din 2023 | [ 75 ]               |
| Cele mai apropiate rezultate într-o sesiune de calificări                           | 0,000 s între P1 și P3                    | MP al Europei din 1997 ( Jacques Villeneuve, Michael Schumacher și Heinz-Harald Frentzen au stabilit toți timpi identici în calificări) | [ 76 ]               |
| Cele mai multe opriri la boxe efectuate de un pilot într-o singură cursă            | 7                                         | Alain Prost ( MP al Europei din 1993) Lance Stroll, Liam Lawson și George Russell ( MP al Țărilor de Jos din 2023) |                      |
| Cele mai multe opriri la boxe efectuate de un pilot câștigător într-o singură cursă | 6                                         | Jenson Button ( MP al Canadei din 2011) Max Verstappen ( MP al Țărilor de Jos din 2023) | [ 77 ] [ 78 ]        |
| Cele mai multe penalizări (de conducere) într-o cursă                               | 5                                         | Esteban Ocon ( MP al Austriei din 2023) | [ 79 ]               |
| Cele mai multe penalizări (motor) pe grilă într-o cursă                             | 70                                        | Jenson Button ( MP al Mexicului din 2015) | [ 80 ]               |
| Cea mai mică medie de vârstă a ocupanților podiumului                               | 23 de ani și 256 de zile                  | MP al Braziliei din 2019 ( Max Verstappen, Pierre Gasly, Carlos Sainz Jr.) | [ 81 ]               |
| Cea mai mare medie de vârstă a ocupanților podiumului                               | 46 de ani și 263 de zile                  | MP al Elveției din 1950 ( Giuseppe Farina, Luigi Fagioli, Louis Rosier) | [ 81 ]               |
| Cele mai multe curse într-un sezon                                                  | 22                                        | 2021, 2022, 2023 | [ 82 ] [ 83 ] [ 84 ] |
| Cele mai puține curse într-un sezon                                                 | 7                                         | 1950, 1955 | [ 85 ]               |
| Sezon care a început cel mai devreme în cursul anului                               | 1 ianuarie                                | 1965 (Africa de Sud), 1968 (Africa de Sud) |                      |
| Sezon care a început cel mai târziu în cursul anului                                | 5 iulie                                   | 2020 (Austria. Începutul sezonului a fost amânat din cauza pandemiei de COVID-19) |                      |
| Sezon care s-a încheiat cel mai devreme în cursul anului                            | 2 septembrie                              | 1956 (Italia) |                      |
| Sezon care s-a încheiat cel mai târziu în cursul anului                             | 29 decembrie                              | 1962 (Africa de Sud) |                      |
| Cea mai rece cursă (temperatura aerului)                                            | 5 °C                                      | MP al Canadei din 1978 | [ 86 ]               |
| Cea mai caldă cursă (temperatura aerului)                                           | 42.5 °C                                   | MP al Bahrainului din 2005 | [ 87 ]               |
| Cea mai mare prezență la un Mare Premiu (weekend de cursă)                          | 520.000                                   | MP al Australiei din 1995 | [ 88 ]               |
| Cea mai mare prezență la un Mare Premiu (cursă)                                     | 250.000                                   | MP al Statelor Unite din 2000 | [ 89 ]               |
| Cea mai mică prezență la un Mare Premiu (weekend de cursă și cursă)                 | 0                                         | MP al Austriei din 2020 MP al Stiriei din 2020 MP al Ungariei din 2020 MP al Marii Britanii din 2020 MP al Aniversării de 70 de ani din 2020 MP al Spaniei din 2020 MP al Belgiei din 2020 MP al Italiei din 2020 MP al Emiliei-Romagna din 2020 MP al Turciei din 2020 MP al Bahrainului din 2020 MP al Sakhirului din 2020 MP de la Abu Dhabi din 2020 MP al Emiliei-Romagna din 2021 MP al Portugaliei din 2021 MP al Spaniei din 2021 MP al Azerbaidjanului din 2021 (Marile Premii au avut loc cu „porțile închise” din cauza pandemiei COVID-19) |                      |